# Zamia melanorrhachis
Zamia melanorrhachis — вид голонасінних рослин класу Саговникоподібні (Cycadopsida).
Етимологія: видовий епітет вказує на від темно-коричневого до майже темно-фіолетового кольору хребет листя живих рослин.

## Опис
Стовбур підземний і бульбовий, 5–8 см діаметром. Листків 2–5, вони прямовисні, довгасті, довжиною 50 см; черешок циліндричний, завдовжки до 25 см, від темно-фіолетового до чорного кольору, коли свіжий, озброєний дуже маленькими колючками; хребет циліндричний, зазвичай озброєний дуже дрібними колючками в нижній половині, 20–30 см завдовжки, з 4–10 парами листових фрагментів. Листові фрагменти ланцетні, гострі на верхівці, клиновиді біля основи, завдовжки 12–15 см, шириною 1–2 см. Пилкові шишки від кремового до жовтувато-коричневого кольору, яйцевиді, 1–3 см завдовжки, 0,5–1 см діаметром; плодоніжка завдовжки 30–50 см. Насіннєві шишки від вино-червоного до темно-червоно-коричневого кольору, від циліндричних до яйцевидо-циліндричних, довжиною 5–8 см, 3–4 см діаметром. Насіння червоне, завдовжки 1–1,5 см, 0,5–0,8 см діаметром.

## Поширення, екологія
Країни зростання: Колумбія (материк). Цей вид росте у від мокрих до напівсухих рівнинних лісах.

## Загрози та охорона
Цей вид перебуває під загрозою знищення шляхом фрагментації середовища проживання.